# Benelux' Next Top Model
Benelux' Next Top Model (afgekort als BNTM) is de Nederlands/Vlaamse versie van de hitserie America's Next Top Model. Het programma is het vervolg op vier seizoenen Holland's Next Top Model (Nederland) en twee seizoenen Topmodel (Vlaanderen). In tegenstelling tot wat de naam suggereert, doen er geen kandidaten uit Luxemburg en Wallonië mee, noch werd het programma daar uitgezonden.
Op 9 mei 2011 werd bekendgemaakt dat er geen derde seizoen van Benelux' Next Top Model zou komen. Het Nederlandse productieteam gaan verder met een vijfde seizoen voor een Nederlandse editie, wederom onder de titel Holland's Next Top Model. De Vlamingen zouden op hun beurt bezig gaan met een derde productie van Topmodel.

## Format
Benelux' Next Top Model had 10 afleveringen en startte met 12-13 modellen. Elke aflevering werd er een model geëlimineerd door de jury. Soms vielen er twee modellen af. De modellen kregen een make-over en gingen naar een internationale bestemming.
In totaal is er ongeveer een maand gefilmd. Elke wekelijkse aflevering besloeg een periode van drie à vier dagen. Elke aflevering bestond uit een 'mode-challenge', fotoshoot en/of commercial, kritiek op elk model en haar prestaties door het jurypanel, geleid door Daphne Deckers, en de eliminatie van een of meer modellen. Het jurypanel bestond uit catwalkcoach Mariana Verkerk, fotograaf Geert De Wolf, stylist Bastiaan van Schaik en oud-topmodel Ghislaine Nuytten. In seizoen 1 kwam er wekelijks een gastjurylid, dat geassocieerd is met het weekthema, zoals contact met de pers, acteren en de "go sees". Verder kregen de modellen steun van twee verschillende coaches, een voor make-up en een voor de styling, Marie-Sophie en Jani Kazaltzis. Daarnaast hebben de modellen ook hun eigen catwalkcoach, Mariana Verkerk. Ook coach Kazaltzis behoorde vanaf seizoen 2 tot de vijf juryleden en verving Nuytten.
Een aflevering begon bijna altijd met de modellen die een training krijgen in het weekthema. Weekthema's waren bijvoorbeeld: catwalk, improvisatie-acteren of les in make-up. Vervolgens kregen de modellen een 'challenge'. De winnaar hiervan werd gekozen door een jurylid of coach. Prijzen waren bijvoorbeeld kleding, een nachtje uit of een voordeel bij de eerstvolgende fotoshoot. De winnaar mocht vaak iemand meenemen. Aflevering 1 en 2 kenden geen challenge. Daarnaast waren er soms twee challenges te winnen in één aflevering.
Het volgende deel was fotosessie waarbij de prestatie van elk model wordt beoordeeld door de jury. Later in het seizoen moesten de modellen ook een commercial opnemen. Dit was altijd een commercial voor een van de sponsors.
Het programma eindigde met de jury-uitslag. Tijdens de jury-uitslag kregen de modellen soms een opdracht van de juryleden, zoals lopen als op de catwalk, zichzelf opmaken of een stukje acteren. Daarna werd de "beste" foto van het model (of de beste commercial) erbij gehaald, die gedurende die week was gemaakt. De fotograaf van die week koos de beste foto van het model uit. De foto werd uitvoerig geëvalueerd door het jurypanel. Als alle foto's waren geëvalueerd, ging de jury in beraad.
De eliminatie was een ceremonie, waarbij Daphne Deckers foto's van de modellen die doorgaan in haar handen had. Ze riep steeds een model naar voren dat door mocht naar de volgende aflevering. Daphne zei dan standaard: "Gefeliciteerd. Je maakt nog steeds kans op de titel Benelux' Next Top Model." De laatste twee modellen die nog niet hun foto in ontvangst hadden mogen nemen, zaten in de "bottom two". Daphne gaf de beide modellen kritiek. Daarna gaf Daphne de laatste foto aan het model dat door mocht (het andere was geëlimineerd).

### Kritiek
Het programma kreeg veel kritiek in Nederland en Vlaanderen. Vooral de aflevering waarin de modellen Miami bezoeken kreeg veel kritiek. In deze aflevering werd gezegd dat alle modellen te dik zijn voor de catwalk. Daarnaast zou het programma meisjes aansporen tot anorexia. Al eerder liet Yvon Jaspers zich uit over het programma. Ze noemde het programma 'schandalig' voor jonge meiden die in de risicogroep voor anorexia zitten.
Daphne Deckers zelf betreurt de commotie die is ontstaan. Daphne Deckers werd zelfs uitgescholden op Hyves. De twee modellen om wie het ging zijn daarna intensief aan het trainen geweest, beiden stonden tevens in de finale. Uiteindelijk won Kikstra het eerste seizoen, maar in januari 2012 kwam naar buiten dat zij slechts een klein deel van het gewonnen prijzengeld had gekregen en dat zij was ontslagen omdat ze te dik zou zijn.
Deckers liet weten dat de makers van America's Next Top Model jaloers zouden zijn op de Holland's- en Benelux' Next Top Model. Hier zouden namelijk meer modellen die verder en beter in het vak kwamen dan de Amerikanen zelf. Op dit moment doen Kim Feenstra, Sylvia Geersen, Cecile Sinclair en Patricia van der Vliet het internationaal erg goed.

## Seizoenen
| Seizoen | Premiere          |                   | Winnaars                             | Runner-up |    | Andere deelnemers (in volgorde van eliminatie) | Aantal deelnemers |  | Internationale bestemming |
| 1       | 14 september 2009 | Rosalinde Kikstra | Denise Menes & Maxime van Steenvoort | Alexandra Carnewal, Adinda Kennedy & Roxanne de Craene, Sarah van der Meer, Melanie Weterings, Tessa Kort, Justine Desmet, Bianca Kortzorg, Catharina Elias, Lianne Bakker      | 13 | Miami                                          |                   |  |                           |
| 2       | 13 september 2010 | Melissa Baas      | Renée Trompert                       | Jacqueline Sorbie, Lisse Habraken, Daisy Koller, Lesley van Helden, Epiphany Vanderhaeghen, Aïcha Cissé, Frederieke Bonn, Jaëlle Leclerc, Marjolein de Velder, Alix Schoonheijt | 12 | Parijs Oranjestad Los Angeles                  |                   |  |                           |

## Agency
MTA Models was tijdens de eerste eerste seizoen het modellenbureau waar de winnaar tekenden. Tussen het eerste en tweede seizoen werd MTA Models onderdeel van Elite Model Management. Hierdoor werd vanaf seizoen twee standaard Elite Model Management de agency waar de winnaar een contract kreeg.
De winnaars die hebben getekend.
- Melissa Baas - Winnaar van Seizoen 2

Elite Model Management heeft ook modellen onder contract die Benelux' Next Top Model niet wonnen, dat zijn:
- Alix Schoonheijt - Deelnemer van Seizoen 2, eindigde 3de

Modellen die na de show onder contract stonden bij Elite Model Management, maar daarna zijn weggegaan, zijn:
- Rosalinde Kikstra - Winnaar van Seizoen 1
- Catharina Elias - Deelnemer van Seizoen 1, eindigde 5de